# Casalvecchio di Puglia
Casalvecchio di Puglia est une commune italienne de la province de Foggia, dans la région Pouilles.

## Histoire
La commune abrite une forte communauté Arbëresh, Albanais installés ici au XVe siècle, fuyant l’avance ottomane. Ces Albanais ont gardé une forte identité, parlant toujours leur langue, l’arbërisht. Dans leur dialecte, albanais teinté d’italien, le village se nomme Kazallveqi.

## Administration
| Période                                  | Période | Identité       | Étiquette | Qualité |
| ---------------------------------------- | ------- | -------------- | --------- | ------- |
|                                          |         | Matteo Calzone |           |         |
| Les données manquantes sont à compléter. |         |                |           |         |

### Communes limitrophes
Casalnuovo Monterotaro, Castelnuovo della Daunia, Pietramontecorvino, Torremaggiore